# Nahuatl van de Oostelijke Huasteca
Het Oostelijk Huasteca-Nahuatl is een variant van het Nahuatl dat gesproken wordt door de Nahua, de oorspronkelijke bewoners van het huidige Mexico. De taal behoort tot de Uto-Azteekse taalfamilie. Bij ISO/DIS 639-3 is de code nhe. Er zijn ongeveer een half miljoen sprekers. 